# 克孜勒庫姆鳥屬
克孜勒庫姆鳥屬（意為「克孜勒庫姆的鳥」）是一種反鳥類。它們生存於約9000萬年前左右的白堊紀中後期。其化石是在烏茲別克斯坦南部的布哈拉州克孜勒庫姆沙漠發現，估計全長 12.5 公分，體重僅 25 公克，是亞洲除東亞以外地區所發現體型最小的中生代鳥類。
克孜勒庫姆鳥有時連同阿克西鳥及土鳥一同分類到阿克西鳥科（Alexornithidae）內，但此分類卻受到質疑。